# 경애하는 최고사령관동지는 우리의 운명
경애하는 최고사령관동지는 우리의 운명은 2008년 북한 영화로, 북한 국영 통신사인 조선중앙통신에 의해 "다큐멘터리 영화"로 묘사되었다.
이 영화는 김정일의 선군정치 혁명 지도 첫 발자취 48주년을 기념하여 2008년 8월 평양시의 인민문화궁전에서 상영되었으며, 김정일을 정책의 주창자로 기념하는 것을 목표로 하였다. 선정된 관객 중에는 당, 군, 국가 관료뿐만 아니라 "근로자 단체" 및 "국가 기관"의 관계자도 포함되었다.
조선중앙통신은 다음과 같은 평론을 발표했다.
이 영화는 김정일이 선군 깃발을 높이 들고 지난 세기 90년대에 조선인민군을 무적의 혁명 무력으로 발전시키고 제국주의자들, 미국과의 대결에서 승리하여 주체 조선의 위력을 과시한 불멸의 위업을 인상 깊게 다루고 있다.